# 1984年11月22日の日食

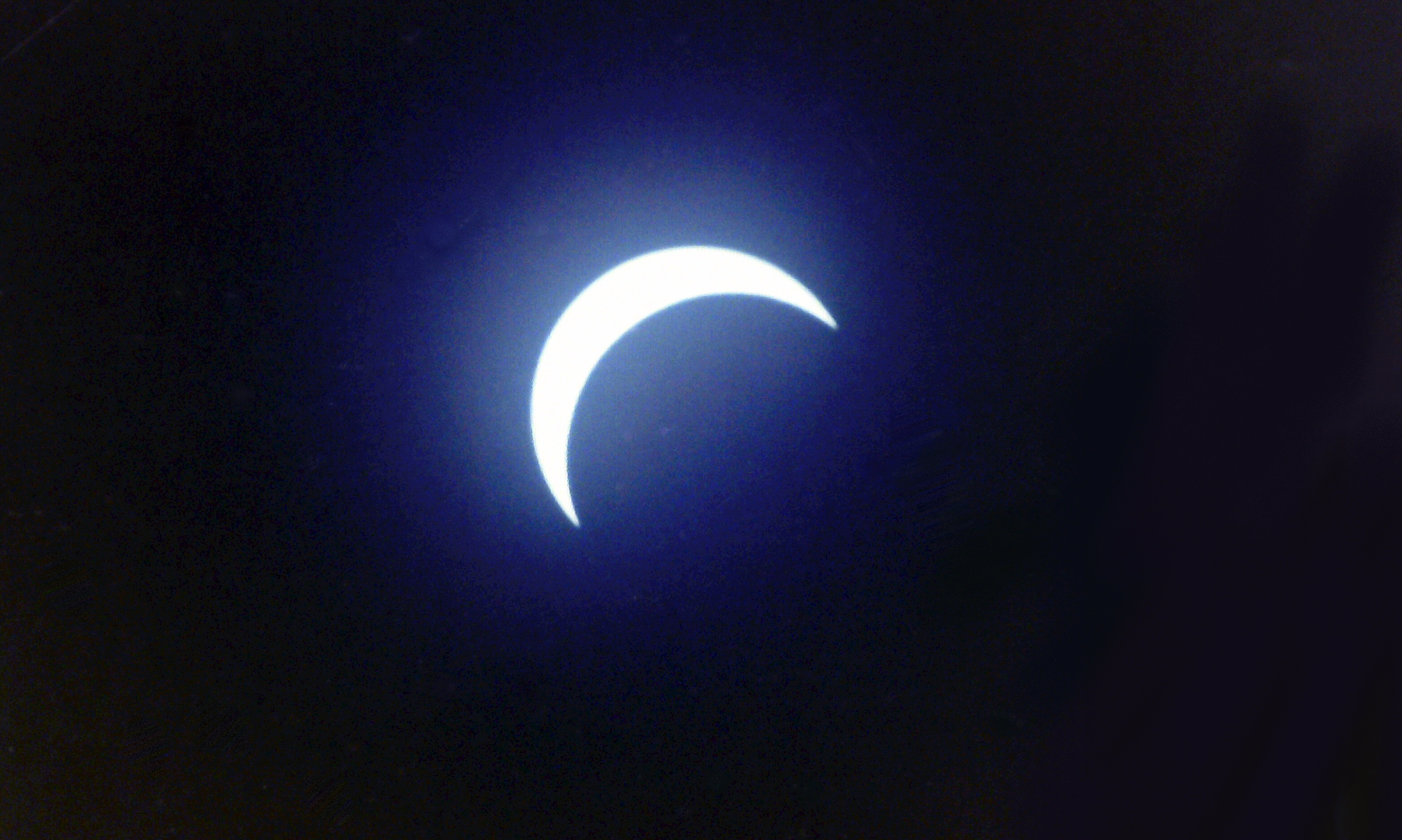
ニュージーランドのギズボーンで観測された部分日食

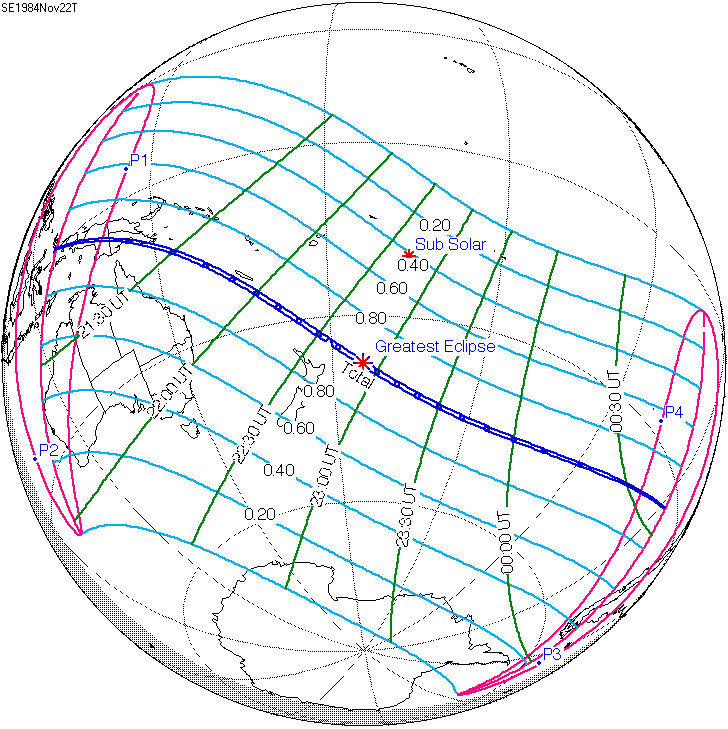

1984年11月22日の日食は、1984年11月22日に観測された日食である。インドネシアとパプアニューギニアで皆既日食が観測され、オセアニアの大部分と周辺の一部で部分日食が観測された。

## 通過した地域
皆既帯が通過した、皆既日食が見えた地域は主に南太平洋にあり、そのうち陸地はインドネシア東部とパプアニューギニア南部（日食は現地時間11月23日）で、全部島だった。
また、皆既日食が見えなくても、部分日食が見えた地域はオセアニアの大部分（ミクロネシア北部とポリネシア北部を除く）、マレー諸島の南東半分、南アメリカ南部、南極半島を含む南極大陸の3分の1を占める太平洋に近い部分。そのうち約半分は国際日付変更線の東にあり、現地時間11月22日に日食が見え、西の半分では11月23日に見えた。パプアニューギニアの首都ポートモレスビーは皆既帯の北にわずか5.2キロ離れ、食分99.8%の部分日食が見えた。

## 観測
ジェイ・パサチョフ教授率いるアメリカのウィリアムズ大学観測隊はパプアニューギニアで皆既日食を観測し、日食とコロナを撮影し、ベイリー・ビーズとコロナの照度を測定した。観測のほか、隊員はパプアニューギニア北部のセピック川付近にも行った。